# Placotrochides scaphula
Espèce
Statut CITES
Placotrochides scaphula est une espèce de coraux appartenant à la famille des Flabellidae.